# King Princess
King Princess (geb. 19. Dezember 1998 in Brooklyn, New York City, Vereinigte Staaten; bürgerlich Mikaela Mullaney Straus) ist eine US-amerikanische Singer-Songwriterin, Popmusikerin und Multiinstrumentalistin. Sie steht bei Mark Ronsons Label Zelig Records unter Vertrag, einem Zweiglabel von Columbia Records.

## Leben und Karriere
Mikaela Straus ist die Ururenkelin der deutsch-amerikanischen Geschäftsleute Isidor und Ida Straus, die beide im Jahr 1912 beim Untergang der Titanic starben.
Sie wuchs in New York auf und verbrachte bereits in ihrer Kindheit viel Zeit im Brooklyner Studio Mission Sound, das ihrem Vater gehört. Dort lernte sie mehrere Instrumente, darunter Bass, Gitarre, Klavier und Schlagzeug, sowie auch das Produzieren von Musik und die Musikszene kennen. Inspiration zog sie in diesen Jahren vor allem aus der Rockmusik der Bands Led Zeppelin und T. Rex, sowie von Jack White. Bereits im Alter von elf Jahren wurde ihr ein Plattenvertrag angeboten, den sie zusammen mit ihrem Vater aber im Hinblick auf einen Schulabschluss ablehnte. Nach der High School zog Straus nach Los Angeles, um an der USC Thornton School of Music ein Studium aufzunehmen, das sie allerdings nach einem Jahr zugunsten ihrer Musikkarriere aufgab.
Am 3. Februar 2018 veröffentlichte sie unter dem Bühnennamen King Princess ihre Debütsingle 1950, mit der sie erstmals größere Bekanntheit erlangte, nachdem sie bereits in den Jahren davor mit ihren auf den Internetplattformen YouTube oder SoundCloud hochgeladenen Songs eine kleine Fanbasis aufgebaut hatte. 1950 ist eine Hommage an das 1952 erschienene Buch Salz und sein Preis von Patricia Highsmith, an die LGBTQ-Community sowie an queere Liebe.
Am 15. Juni 2018 gab sie ihr Debüt-EP Make My Bed heraus.
Persönliches
Straus beschrieb sich im Jahr 2018 als lesbisch sowie als genderqueer (nichtbinär). Straus a.k.a. King Princess bevorzugt weiterhin weibliche Pronomen (she).

## Diskografie
Studioalben
- 2022: Hold On Baby
- 2019: Cheap Queen

EPs
- 2018: Make My Bed

Singles (Auswahl)
- 2018: 1950 (UK: Gold; US: Platin)[16]
- 2018: Talia
- 2018: Pussy Is God
- 2019: Cheap Queen
- 2019: Prophet
- 2025: RIP KP
- 2025: Cry Cry Cry[17]

Gastbeiträge
- 2019: Pieces of Us (Mark Ronson feat. King Princess)